# Клети създания
„Клети създания“ (на английски: Poor Things) е научнофантастична черна комедия на режисьора Йоргос Лантимос по сценарий на Тони Макнамара от 2023 г.
Базиран е на едноименния роман, написан от Алистър Грей. Във филма участват Ема Стоун, Марк Ръфало, Уилям Дефо, Рами Юсеф, Кристофър Абът и Джеръд Кармайкъл. Световната премиера се състои във Венеция на 1 септември 2023 г. Седмица по-късно излиза по кината в САЩ на 8 декември 2023 г., както и във Великобритания на 12 януари 2024 г. Разпространител на филма е „Сърчлайт Пикчърс“.
Филмът получава множество награди и номинации, включително „Златен глобус“ и БАФТА за най-добър филм, както и рекордни 11 номинации за Оскар, от които печели четири.

## Сюжет
Внимание:  Текстът по-долу разкрива сюжета на произведението (или части от него)!
Бела Бакстър (Ема Стоун) е млада жена, която след самоубийството си попада в ръцете на учен хирург (Уилям Дефо), който и връща живота чрез специална трансплантация на мозък от собственото и дете, което е носила в утробата си. Поради този факт след събуждането си тя е с умствени способности на малко дете и започва тепърва да октрива живота около нея. Така се среща с Дънкан Уедърбърн (Марк Ръфало), с който заедно започват да обикалят света. След като научава за предстоящата смърт на своя създател Бела се завръща при него където решава да се омъжи за неговия ученик Макс Маккендълс (Рами Юсеф), но преди това се запознава и с мъжа, с който е живяла преди самоубийството си.

## Актьорски състав
- Ема Стоун – Бела Бакстър
- Марк Ръфало – Дънкан Уедърбърн
- Уилям Дефо – доктор Годуин Бакстър
- Рами Юсеф – Макс Маккендълс
- Кристофър Абът – Алфи Блесингтън
- Катрин Хънтър – Мадам Суини
- Джеръд Кармайкъл – Хари Астли
- Хана Шигула – Марта Вон Кърцрок
- Маргарет Куоли – Фелисити
- Вики Пепердин – госпожа Прим
- Сузи Бемба – Тойнет
- Том Стортън – иконом
- Уейн Брет – свещеник
- Карминхо – певица на фаду
- Джърскин Фендрикс – музикант в лисбонски ресторант

## Премиера
Световната премиера на филма е на 80-ия международен филмов фестивал във Венеция на 1 септември 2023 г., а по-късно е екранизиран на филмовите фестивали „Телурайд“, Ню Йорк и „Би Еф Ай“. Филмът излиза по кината от „Сърчлайт Пикчърс“ в САЩ на 8 декември 2023 г., както и във Великобритания и Ирландия на 12 януари 2024 г.
Премиерата му в България е на 19 януари 2024 г. от „Форум Филм България“, като преди това е излъчван на фестивала Киномания в края на 2023 година.

## Награди и номинации

### Златен глобус
Спечелени
- Най-добър филм – мюзикъл или комедия
- Най-добра актриса в мюзикъл или комедия – Ема Стоун

Номинации
- Най-добър поддържащ акьор – Уилям Дефо и Марк Ръфало
- Най-добър сценарий
- Най-добър режисьор – Йоргос Лантимос
- Най-добра музика

### Оскари
Спечелени
- Най-добра актриса – Ема Стоун
- Най-добри декори
- Най-добър грим и прически
- Най-добри костюми

Номинации
- Най-добър филм
- Най-добър режисьор – Йоргос Лантимос
- Най-добър поддържащ акьор – Марк Ръфало
- Най-добър адаптиран сценарий – Тони Макнамара
- Най-добра оригинална музика
- Най-добра кинематография
- Най-добър монтаж